# Vallimanca
Vallimanca es una localidad del partido de Bolívar, Provincia de Buenos Aires, Argentina.

## Historia
Este paraje, que data de 1898, se encuentra a 16 km de San Carlos de Bolívar en dirección sur y debe su nombre al arroyo que atraviesa el partido, siendo este un afluente del río Salado. 
Surgió como otros tantos pueblos, de la mano del ferrocarril a comienzos del siglo XX, para unir el ramal de las estaciones Bolívar y Pringles.